# Saint-Aubin-sur-Scie
Saint-Aubin-sur-Scie é uma comuna francesa na região administrativa da Normandia, no departamento de Sena Marítimo. Estende-se por uma área de 7,72 km². Em 2010 a comuna tinha 1 216 habitantes (densidade: 157,5 hab./km²).